# Il seduttore
Il seduttore è un film del 1954 diretto da Franco Rossi.

## Trama
Alberto è un trentenne romano con la fissa del tradimento. La moglie lascia correre le sue scappatelle ma Alberto riesce a complicare la situazione tanto da vedersi costretto a dover fronteggiare contemporaneamente la moglie e le due amanti.

## La critica
Gian Luigi Rondi ne Il Tempo del 1º ottobre 1954 "La farsa che è diretta da Franco Rossi con brio spigliato e sicuro, ha sì tutte le allegrie, i lazzi, le piacevolezze di uno scherzo, ma sovente rivela le cadenze della satira di costume, in un clima che sembra quel vitellonismo provinciale messo di moda in cinema l'altr'anno da Federico Fellini. Le ricrea, le ravviva, le sostiene, con una interpretazione che è di certo fra le migliori di Alberto Sordi, finalmente raccolto in un personaggio costruito spesso anche dall'interno, con spontaneità, calore, versatilità e non di rado sapienza. Al suo fianco il terzetto delle sedotte, Lea Padovani, Lia Amanda, Jacqueline Pierreux".

## Incassi
Incasso accertato sino al 31 marzo 1959 £ 314.074.618